# Коломбиана
«Коломбиана» (англ. Colombiana) — художественный фильм 2011 года, поставленный режиссёром Оливье Мегатоном и спродюсированный Люком Бессоном. В главной роли снялась Зои Салдана.
Премьера во Франции прошла 27 июля 2011 года, в США — 26 августа.

## Сюжет
Кате (полное имя — Каталея) было всего девять, когда на её глазах жестоко убили её родителей по причине того, что отец работал на наркобарона из Боготы, дона Луиса, и собирал на него компромат. Девочка сумела убежать от бандитов, добраться до США и найти убежище в Чикаго у своего дяди.
Проходит 15 лет. Теперь Ката — профессиональная убийца. Во что бы то ни стало она должна распутать клубок давнего преступления и отомстить за смерть родителей. Но для этого ей необходимо выманить злодеев из убежища. Это не так просто — её ищут и бандиты, и ФБР. Единственная нить, соединяющая девушку-убийцу с миром обычных людей, — это её возлюбленный, который не догадывается, чем на самом деле занимается его подружка.

## В ролях
| Актёр                 | Роль                     |
| --------------------- | ------------------------ |
| Зои Салдана           | Каталея Рестрепо         |
| Амандла Стенберг      | юная Каталея Рестрепо    |
| Майкл Вартан          | Дэнни Дилейни            |
| Ленни Джеймс          | спецагент Росс           |
| Каллум Блу            | Ричард                   |
| Клифф Кёртис          | Эмилио                   |
| Жорди Молья           | Марко                    |
| Грэм Мактавиш         | маршал                   |
| Макс Мартини          | спецагент Роберт Уильямс |
| Джесси Боррего        | Фабио                    |
| Синтия Аддай-Робинсон | Алисия                   |
| Сэм Дуглас            | Уильям Вудворд           |
| Даг Рао               | Майкл Шино               |
| Тони Далтон           | американский посол       |
| Бето Бенитес          | Дон Луис Сандоваль       |
| Офелия Медина         | мама Эмилио              |
| Энджел Гарника        | отец Эмилио Пепе         |
| Аффиф Бен Бадра       | Риццо                    |

## Производство
Первоначально Люк Бессон писал сценарий под названием «Матильда» как продолжение своего фильма «Леон».
Сценарий также содержал отсылки к другому фильму Бессона — «Никита». Однако режиссёр Оливье Мегатон предложил отказаться от идеи продолжения, сославшись на слишком большой временной интервал между фильмами, и было решено переписать сценарий с самостоятельным сюжетом.
Съёмки начались приблизительно 20 августа 2010 года и проходили в Чикаго, Новом Орлеане и Мексике.

## Критика
Фильм получил по большей части низкие оценки кинокритиков. На сайте-агрегаторе Rotten Tomatoes средний рейтинг составил 4,88 из 10 на основе 107 рецензий критиков, 28 % из которых отозвались о фильме положительно. Сайт Metacritic дал фильму оценку в 45 баллов из 100 на основе 22 обзоров.